# Утроинская волость
Утроинская волость — муниципальное образование со статусом сельского поселения в Пыталовском районе Псковской области России.
Образована в 2010 году и названа по реке Утроя, протекающей по её территории. 
Административный центр — посёлок Белорусский.

## География
Территория волости граничит на севере и северо-западе с Линовской, на юге и юго-востоке — с Гавровской волостями Пыталовского района, на востоке — с Островским районом Псковской области РФ, на западе — с Шкилбенской волостью Вилякского края и Балтинавской волостью Балтинавского края Латвии.

## Население
| 2010  | 2012  | 2013  | 2014  | 2015 | 2016  | 2017  |
| ----- | ----- | ----- | ----- | ---- | ----- | ----- |
| 872   | ↗896  | ↘882  | ↗903  | ↘869 | ↗1826 | ↘1813 |
| 2018  | 2019  | 2020  | 2021  |      |       |       |
| ↘1800 | ↘1757 | ↘1682 | ↘1458 |      |       |       |

Суммарная численность населения Утроинской и присоединённой к ней Тулинской волости, по состоянию на 1 января 2015 года составляет 1840 человек.

## Населённые пункты
С апреля 2015 года в состав волости входит 61 населённый пункт, в том числе 1 посёлок и 60 деревень:
| №  | Населённый пункт   | Тип     | Население, чел. |
| -- | ------------------ | ------- | --------------- |
| 1  | Бабино             | деревня | ↘4              |
| 2  | Бабино             | деревня | 6               |
| 3  | Белкино            | деревня | →4              |
| 4  | Белорусский        | посёлок | ↘942            |
| 5  | Береговые Хутора   | деревня | →0              |
| 6  | Богородецкие       | деревня | ↘2              |
| 7  | Васькино           | деревня | →0              |
| 8  | Васьково           | деревня | ↘1              |
| 9  | Вашки              | деревня | ↘10             |
| 10 | Верхние Заходы     | деревня | ↘27             |
| 11 | Ворошилово         | деревня | ↗2              |
| 12 | Городище           | деревня | ↘12             |
| 13 | Грешина Гора       | деревня | ↘42             |
| 14 | Губари             | деревня | ↗17             |
| 15 | Данилово           | деревня | ↘3              |
| 16 | Дубново            | деревня | ↘18             |
| 17 | Железница          | деревня | ↘4              |
| 18 | Заболастье         | деревня | ↘24             |
| 19 | Заводино           | деревня | ↗14             |
| 20 | Загривье           | деревня | ↗9              |
| 21 | Зайково            | деревня | ↘5              |
| 22 | Замостье           | деревня | ↗12             |
| 23 | Зельцы             | деревня | ↗6              |
| 24 | Зеркали            | деревня | →9              |
| 25 | Ивановка           | деревня | ↘7              |
| 26 | Кавланы            | деревня | ↘0              |
| 27 | Калистово          | деревня | ↘10             |
| 28 | Колуя              | деревня | ↘3              |
| 29 | Кострецы           | деревня | ↘1              |
| 30 | Кудиново           | деревня | ↗2              |
| 31 | Луковник           | деревня | ↘0              |
| 32 | Лявзино            | деревня | ↗3              |
| 33 | Малая Мельница     | деревня | ↘2              |
| 34 | Мостищи            | деревня | ↘4              |
| 35 | Надежино           | деревня | ↘3              |
| 36 | Наливайки          | деревня | ↘7              |
| 37 | Нижние Заходы      | деревня | ↘24             |
| 38 | Новожены           | деревня | ↘7              |
| 39 | Осиновые Острова   | деревня | ↘0              |
| 40 | Павлово            | деревня | ↘2              |
| 41 | Подлипье           | деревня | ↘0              |
| 42 | Помахово           | деревня | ↘0              |
| 43 | Пузырево           | деревня | ↘11             |
| 44 | Пундури            | деревня | ↘1              |
| 45 | Пыталовские Хутора | деревня | ↗235            |
| 46 | Пышково            | деревня | ↘15             |
| 47 | Ракитня            | деревня | ↘4              |
| 48 | Речено             | деревня | ↗4              |
| 49 | Речено             | деревня | ↘4              |
| 50 | Ритупе             | деревня | ↘21             |
| 51 | Рябково            | деревня | ↘0              |
| 52 | Савкино            | деревня | ↘2              |
| 53 | Силищи             | деревня | ↘1              |
| 54 | Сорочино           | деревня | ↘1              |
| 55 | Станские           | деревня | ↘19             |
| 56 | Стехны             | деревня | ↘182            |
| 57 | Сыры               | деревня | ↘10             |
| 58 | Товарово           | деревня | ↘6              |
| 59 | Тулино             | деревня | ↘5              |
| 60 | Шелино             | деревня | ↘140            |
| 61 | Шиверцово          | деревня | →0              |

## История
C 1920 до 1944 гг. территория будущей волости входила в состав Яунлатгальского (Абренского) уезда Латвии. Утроинская волость была образована 1 июля 2010 года Законом Псковской области от 3 июня 2010 года путём объединения Пыталовской и Жоговской волостей. Ранее, на референдуме 11 октября 2009 года было поддержано объединение этих волостей.
С июня 2010 до апреля 2015 годов в состав волости входило 39 деревень: Бабино, Береговые Хутора, Богородецкие, Васьково, Васькино, Верхние Заходы, Грешина Гора, Городище, Губари, Данилово, Дубново, Заболастье, Заводино, Замостье, Зеркали, Ивановка, Железница, Колуя, Кострецы, Кудиново, Луковник, Лявзино, Малая Мельница, Надежино, Нижние Заходы, Новожены, Павлово, Пыталовские Хутора, Пышково, Речено, Речено, Рябково, Ритупе, Савкино, Стехны, Сорочино, Станские, Сыры, Шелино.
Законом Псковской области от 30 марта 2015 года в состав Утроинской волости 11 апреля 2015 года была включена упразднённая Тулинская волость.